# ذا إندليس ريفر
بالعربية «النهر الخالد» عنوان الألبوم الخامس عشر لفريق بينك فلويد البريطاني. صدر الألبوم في 7 تشرين الثاني، نوفمبر 2014. قام بإصداره العضوان المتبقيان من فريق بينك فلويد ديفيد غليمور ونيك ميسون وذلك بتجميع المادة المتبقية من ألبوم للفريق صدر عام 1994 بعنوان ذا ديفيجن بيل. تم إهداء الألبوم لذكر عازف الكيبورد وعضو الفريق الراحل ريتشارد رايت. طول الألبوم هو 52:46. لم يشترك في الألبوم عضو فريق روجر ووترز الذي انفصل عن الفريق منذ عقد الثمانينات وبعد ألبوم ذا قاينال كات، كما أعلن الفريق أنه لن يقوم بجولة فنية لأداء الألبوم، لأن جزء كبير من مادته عُزفَت بواسطة العضو الراحل ريتشارد رايت.
كما ان غلاف الالبوم قد صممه المصري الفنان «أحمد عماد الدين»

## روابط خارجية
- النهر الخالد على موقع ميتاكريتيك (الإنجليزية)
- النهر الخالد على موقع أول موفي (الإنجليزية)